# Миколай Лабунський

Герб «Заглоба»

Микола́й Лабу́нський гербу «Заглоба» (пол. Mikołaj Łabuński; ? — 13 жовтня 1467, замок єпископів у Чорнокозинцях) — кам'янецький католицький єпископ середини XV століття.

## Біографія
На думку А. Бонецького та В. Абрагама, найправдоподібніше, що походив з Лабунів (Белзька земля).
Невдовзі після смерті єпископа Павела з Боянчиць отримав номінацію на посаду. 26 жовтня 1453 Папа Миколай V видав буллу щодо його призначення на цю посаду; цікаво, що в документі його ім'я — Пйотр. Ймовірно, мав два імені, з яких вживав Миколай. На момент номінації мав бенефіцію плебана у Коломиї та «вівтарію» у Краківській катедрі, які зберіг після призначення. 3 листопада 1454 своїм актом заснував капітулу з 8 каноніків при катедрі. У березні та квітні 1460 року перебував серед оточення короля у Львові.
Помер від чуми 13 жовтня (за іншими даними 30 жовтня) 1467 року в замку в Чорнокозинцях (нині село Кам'янець-Подільського району) — літній резиденції біскупів. Був похований у Кам'янці-Подільському в катедральному костелі.